# ذكوان (اسم)
ذكوان هو اسم علم مذكر من أصل عربي، ومعناه هو الذكي.

## شخصيات تحمل الاسم
- ذكوان بن عبد قيس

## وصلات خارجية
- موسوعة السلطان قابوس لأسماء العرب نسخة محفوظة 5 أبريل 2019 على موقع واي باك مشين.